# Теодор Мар'ян Тальовський
Теодо́р Мар'я́н Тальо́вський (пол. Teodor Marian Talowski, 23 березня 1857, с. Засув, нині гміна Жиракув — 1 травня 1910, Львів) — польський архітектор, вихованець та професор Львівської політехніки. Працював у містах Західної Галичини. Прихильник неоготичного та неороманського стилів.

## Біографія
Теодор Мар'ян Тальовський народився 23 березня 1857 року у с. Засув (нині гміна Жиракув, Дембицький повіт, Підкарпатське воєводство). 
Навчався у Кракові у реальній школі, потім — у Львові, вступивши на архітектурний відділ Львівської політехніки. Тут він навчався у професора Юліана Захаревича. Своє навчання у Львівській Політехніці перервав на короткий час поїздкою до Відня, аби поглибити знання з архітектури у професора Кьоніга. Ще у студентські роки Тальовський зарекомендував себе як талановитий аквареліст. Після закінчення Політехніки молодий архітектор розпочинає свою архітектурну практику у Львові, але скоро переїздить до Кракова, де певний час працює асистентом будівництва у Промислово-технічному інституті. Згодом після реорганізації навчального закладу продовжує свою викладацьку діяльність як професор малювання і будівництва у Краківській промисловій школі.
У другій половині 1880-х років Тальовський будує житлові будинки у Кракові. Характерною особливістю цих будівель є: використання в оздоблені фасадів цегли та каміння різноманітних форм та фактур; примхливі завершення фасадів; асиметрично розміщені вікна та двері; будинки часто прикрашені рельєфами з латинськими написами, що з згодом ставали назвам цим спорудам: «Під павуком», «Під жабою, що співає», «Festina lente». У цих проєктах ясно прочитується творче трактування середньовічних стилів: романського та готичного.
З 1888 року архітектор проєктує ряд громадських та сакральних споруд. Костели у містах Західної Галичини: Добжехув, Ланьцут, Камінь, Вроцянка, Бібриця, Суха-Бескидська, Висоцьк, Новий Санч та інших містах. Громадські споруди: двокласна школа у місті Окоцім, будинок товариства «Сокул» у місті Ясло, павільйон князя Адама Любомирського на Крайовій виставці (1894), підземний перехід на вулиці Любич у Кракові (1898). У цей же час архітектор будує ряд житлових будинків для Яна Гьотца на вулиці Реторика у Кракові, та Залевського теж у Кракові, віллу Домбковських у Бохні, віллу Юліана Ванга у Львові на вулиці Івана Франка, 114, палац графа Міховського у Добрехові, Понінських у Горинцю, Сапігів у Сєдлісках. 1899 року стає членом Політехнічного товариства у Львові. З 1901 року Тальовський керував кафедрою рисунку у Львівській Політехніці, а через два роки ще й почав викладати історію середніх віків.
У 1903 році отримує перемогу у конкурсі на костел святої Єлизавети у Львові. У цей ж час він проєктує храм для Кам'янки-Бузької (Кам'янки Струмілової). За його проєктами побудовані костели у Тернополі, Скалаті, Білоскірці, капличка у Гряді під Львовом. Окрім культових споруд, Тальовський робить проєкт перебудови замку XVII ст. у Висічці поблизу Борщева та палац ордината Чарковського-Голейовського. Також проєктує палац графа Чосновського в Оборах біля Шумська, палац князів Четвертинських у Києві, «Оссаріум» на полі битви під Аустерліцем.
Архітектор помер 1 травня 1910 року у Львові залишивши по собі багату творчу спадщину. 1910 року проєкти Тальовського експонувались на першій архітектурній виставці у Львові.
Прихильник неоготичного стилю, доклав чимало зусиль до його поширення по Галичині. З кінця XIX ст. проєктував костели (всього їх у доробку архітектора майже сотня).
Займався також реставрацією пам'яток старовини. Зокрема, наприкінці XIX ст. відреставрував башти та костел замку у Скалаті. Був членом журі конкурсу на проєкт нової ратуші у Стрию (1906), будинку Торговельно-промислової палати у Львові (1907). Помер у Львові, похований на Раковицькому цвинтарі у Кракові в родинному гробівці Тальовських і Рашковських, поле W.

## Втілені проєкти

### Сакральні споруди

##### Костели

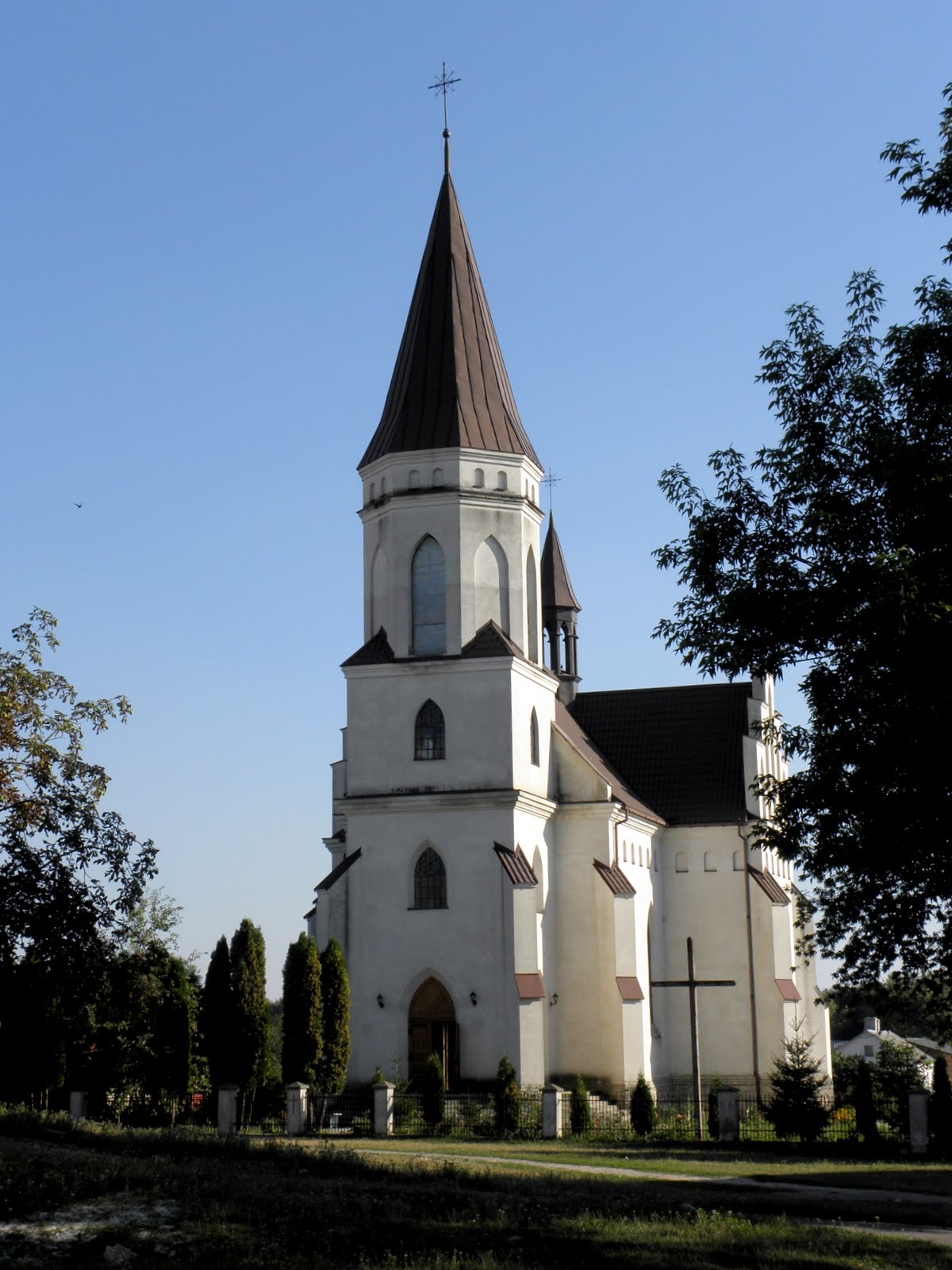
Костел святої Анни у Скалаті

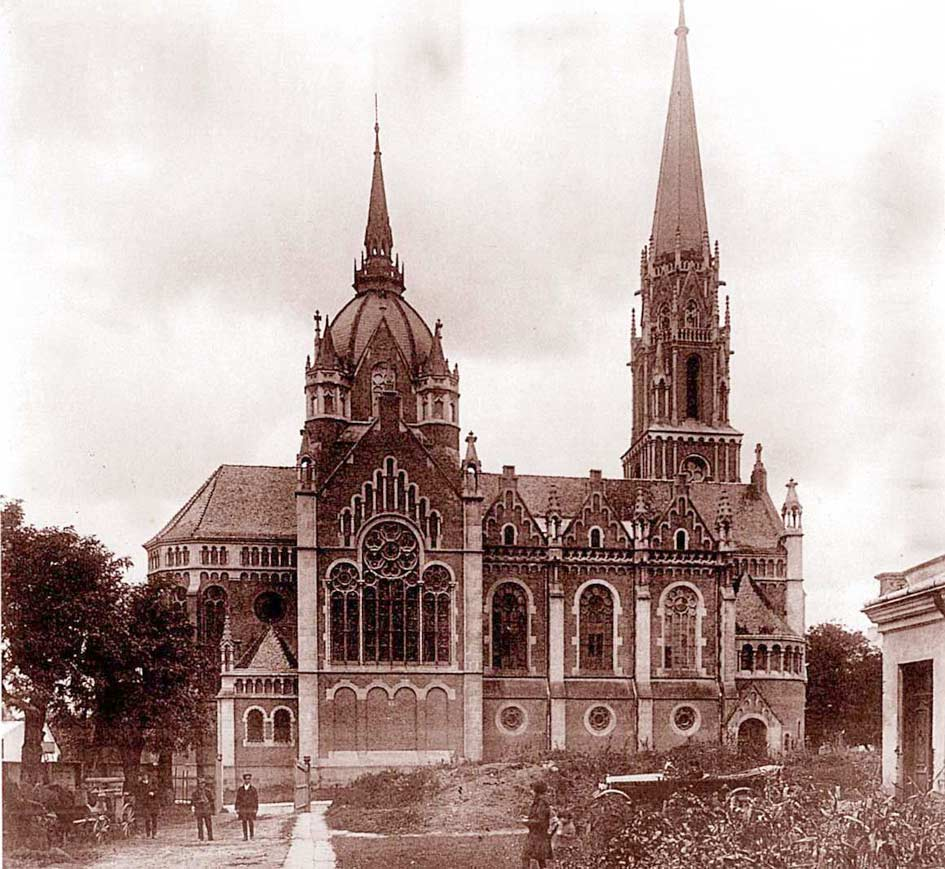
Тернопільський парафіяльний костел

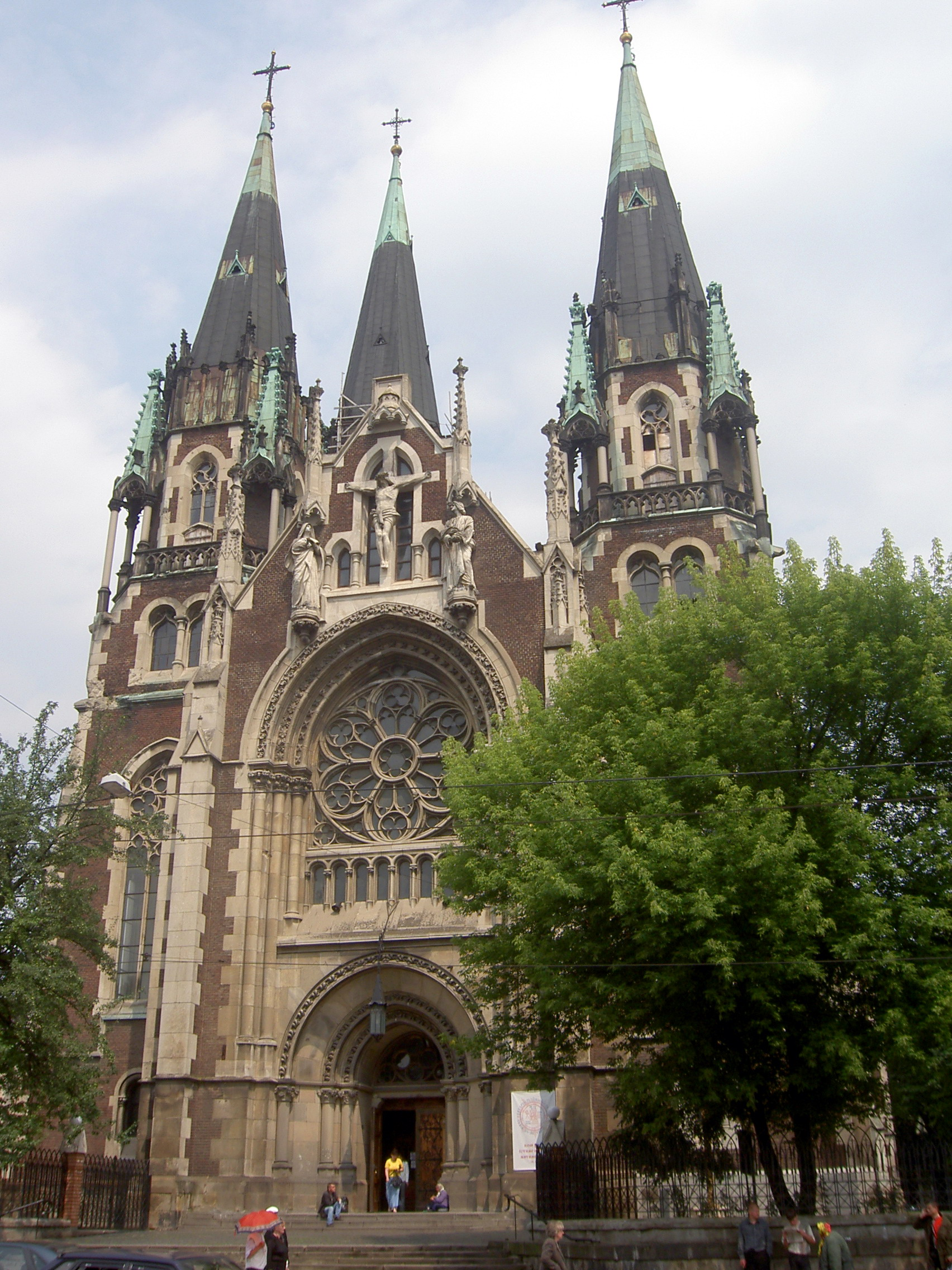
Костел святої Єлизавети у Львові

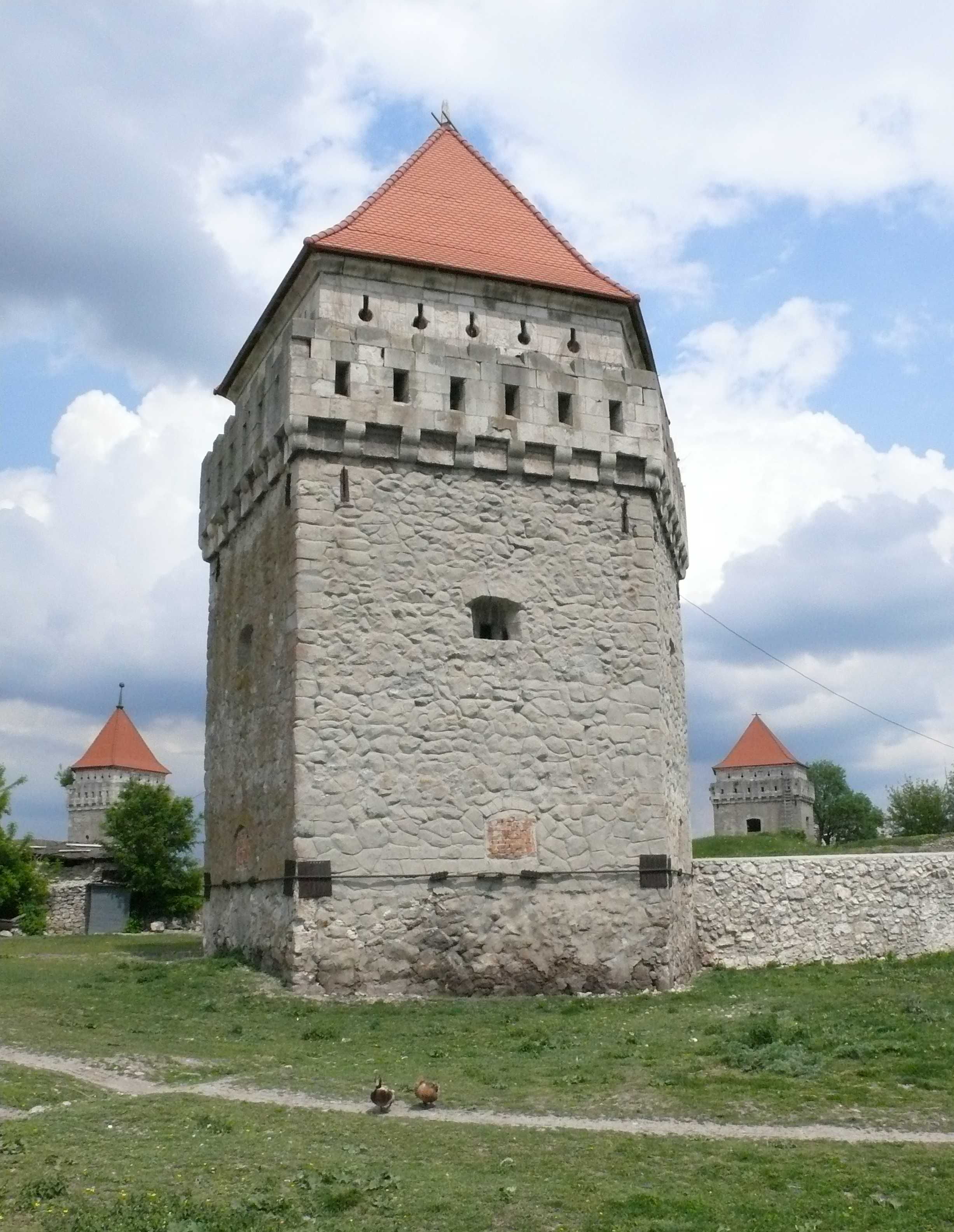
Скалатський замок

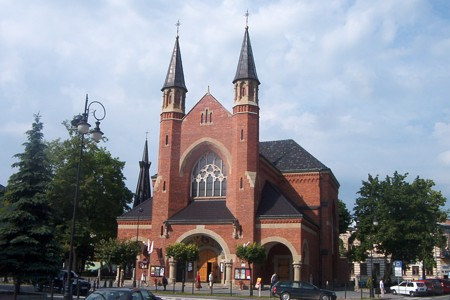
Костел у Новому Сончі

- Нові крипти Потоцьких під пресбітерієм парафіяльного костелу в Ланьцуті (між 1894 і 1902).[6]
- Костел святої Єлизавети у Львові, збудований у 1903—1911 роках. З 1901 року було розпочато збір коштів на будівництво костелу святої Єлизавети на полощи Солярні (тепер Кропивницького). Костел мав вміщувати 2000 осіб та містити 1000 сидячих місць. Конкурс проєктів був оголошений у 1903 році. Перемогу отримав Т. М. Тальовський, який представив на конкурс три різні проєкти. Костел виконаний у неоготичному стилі. Це тринавна базиліка з трьома вежами, що завершуються гострим шпилями. Фасади виконані з нетинькованої червоної цегли, а оздоблення з білого натурального каменю. У верхній частині головного фасаду розташована скульптурна композиція «Розп'яття з пристоячими Іоаном та Марією» виконана скільптором Петром Війтовичем, також вівтар (1917) нині не збережений.[7][8]
- Костел Успіння Богородиці у Кам'янці-Бузькій (проєкт 1901 року, збудований у 1910—1929 роках). Ще у 1901 році архітектор Теодор Тальовський розробив проєкт парафіяльного костьолу для Кам'янки-Струмилової (нині Кам'янка-Бузька). Але його будівництво розпочали лише у 1910 році.[9]
- Костел Успіння Богородиці в Отинії (1905)
- Тернопільський парафіяльний костел
- Костел у Добжехуві (1887—1894)[9].
- Костел в Лібйонжі (1903 ?)[9].
- Костел у Камені.
- Костел у Вроцанці.
- Костел у Бібрці.
- Костел у Сухій-Бескидзькій (1901).
- Костел у Висоцьку.
- Костел у Новому Санчі (1898).
- Костел святої Анни у Скалаті (1901).
- Костел у Білоскірці (1905)[9].
- Костел у Качіці (Румунія) (1904)[9].
- Реконструкція костелу в Товстому (1902)[9].
- Костел у Лубзині (1903)[9].
- Костел у Кросченку (1905) Kroscienk[9].
- Костел у Ляшках Мурованих (Підкарпатське воєводство)(1905)[10].
- Костел у Вадовицях Гурних (1904)[9].

##### Каплиці
- Каплиця у Гряді під Львовом.
- Каплиця усипальниця в Кобилянці (1898)[9].
- Каплиця в Ліб'язі на Лемківщині(1899)[10].
- Каплиця в Чрзенові на Лемківщині (1899)[10].
- Каплиця в Кросєнках на Лемківщині (1899)[10].
- Вівтар монастирського костелу у Добжехові (1900)[10].

### Житлові споруди
- Забудова вулиці Реторика у Кракові.
  - Будинок «Під жабою, що співає».
  - Будинок «Festina lente» (1887).
  - Будинок у Кракові для Яна Гьотца.
- Будинок «Під ослом» у Кракові (1889).
- Будинок «Під павуком» у Кракові.
- Вілла М. Домбковських у Бохні (1900)[9].
- Вілла Юліана Ванґа (Львів, 1899) — вулиця Франка, 114 (Св. Софії, 30), Вілла промисловця, власника фабрики штучних добрив Юліана Ванґа, збудована у 1899 році. Споруда виконана у стилі романського модерну. Двоповерхова, у плані наближена до прямокутника, має високий цокольний поверх. Композиційне вирішення фасаду асиметричне — з ліва розташований кутовий ризаліт, а з права виступає розкрепована частина з мансардним поверхом. Розкремпована частина завершується високим шатром, та двома невеличкими вежами з цибулястими банями. Кутовий ризаліт увінчується щипцем зі сліпим круглим вікном. На рівні другого поверху знаходиться балкон на кронштейнах. Вікна першого поверху та подвійне вікно на рівні мансарди мають аркове завершення, а другого і цокольного — лучкові, оздоблені жовтою цеглою. Головний вхід декоровано порталом і парадним сходами. Стіни виконані з нетинькованої червоної цегли, які на рівні першого і цокольного поверхів обличковані ламаним каменем і завершені аркатурним фризом та профільованим карнизом із сухариками.[11]
- палац графа Чосновського в Оборах[12] біля Шумська.
- палац у Добжехові (1890)[9].
- Палац Романа Міхаловського у Дожбехові (1899)[10].
- Будинок К. Залевського в Кракові (1898)[10].

### Реставраційні роботи
- Наприкінці XIX століття архітектор видозмінив башти Скалатського замку, надавши їм неоготичного забарвлення.
- Костел домініканського монастиря у Богородчанах на Станіславщині (1904—1905)[10].
- Проєкт реставрації Чернелицького замку від 1905 року. Зберігається в архіві Інституту мистецтва ПАН у Варшаві.[13]
- Проєкт розбудови парафіяльного костелу у Вижнянах під Львовом. Створений 1905 у неоготично-неороманських, дещо зредукованих формах. Передбачав розбирання пресбітерія і добудову нової нави із перетворенням старої нави на рамено трансепту. Не був реалізований.[14]
- Перебудова замку XVII ст. у Висічці поблизу Борщева на палац ордината Чарковського-Голейовського.

### Інші роботи
- 2-класна школа в Окоцімі
- Лікарня в Оскоцімі
- Будинок спортивного товариства «Сокіл» в Яслі (1898).[10]
- Павільйон князя Адама Любомирського на Крайовій виставці (1894)
- Підземний перехід на вулиці Любич у Кракові (1898)
- Оссарій на місці битви під Аустерліцом, спроєктований на замовлення Австрійського товариства ветеранів. Мав являти собою 65-метровий пам'ятник з оглядовою вежею і одночасно музейну споруду.[15]

## Акварелі

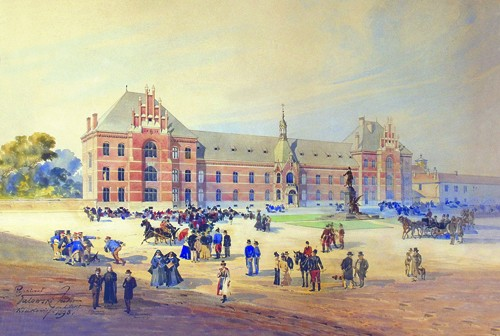
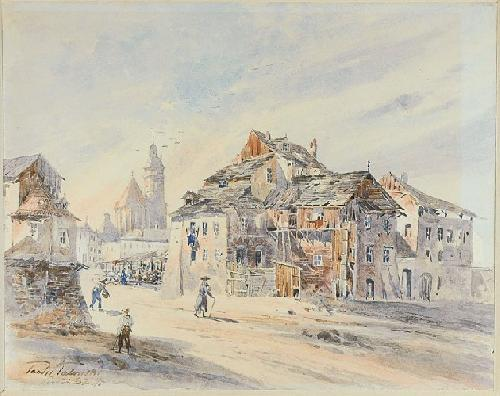
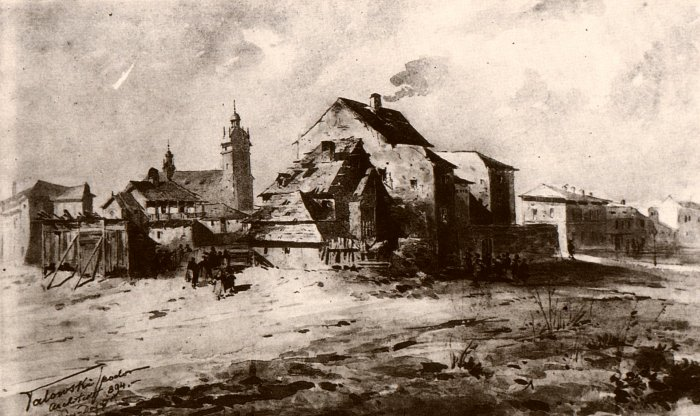